# Mesynodites drakei
Mesynodites drakei är en skalbaggsart som först beskrevs av Schmidt 1893.  Mesynodites drakei ingår i släktet Mesynodites och familjen stumpbaggar. Inga underarter finns listade i Catalogue of Life.